# Università di La Laguna
L'Università di La Laguna (in spagnolo: Universidad de La Laguna o ULL) è un'università pubblica spagnola con sede nella città di San Cristóbal de La Laguna a Tenerife, nelle Isole Canarie. L'Università di La Laguna è l'università più antica delle Isole Canarie fondata come tale nel 1927, anche se le sue origini risalgono al 1701.

## Storia

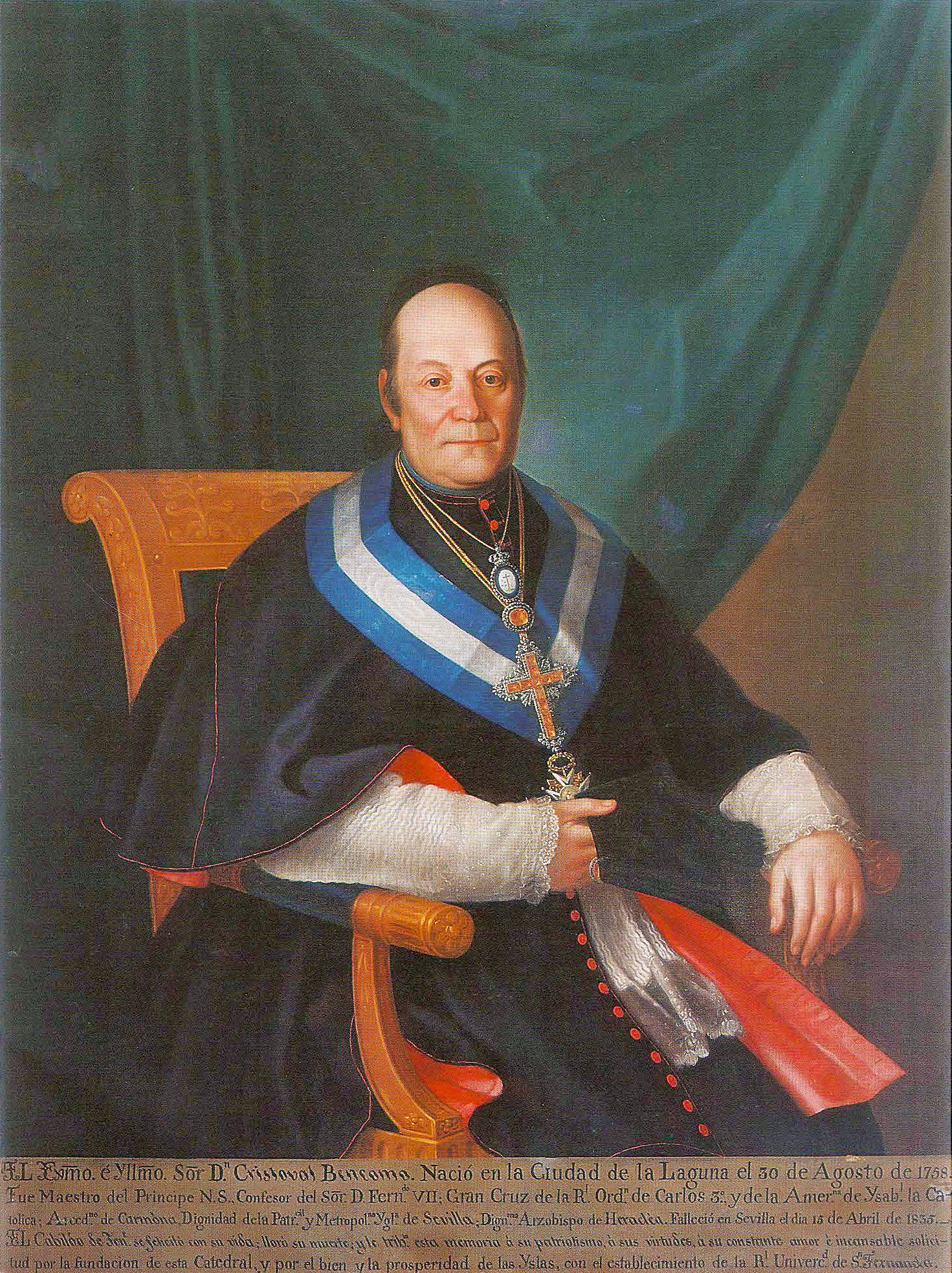
Cristóbal Bencomo y Rodríguez, principale promotore della creazione dell'Università letteraria di San Fernando.

Le sue origini risalgono al 1701, quando venne istituito un centro di studi avanzati dagli Agostiniani nella città di La Laguna. Una bolla papale del 1744 propose la creazione dell'Università Ecclesiastica di San Agustin.
Nel 1792, con regio decreto, Carlo IV di Spagna ordinò l'istituzione a San Cristóbal de La Laguna dell'Università letteraria, ma la situazione politica nel continente ne impedì la sua creazione. Tuttavia, con il restauro della Casa di Borbone e per decreto del re Ferdinando VII di Spagna, l'università venne fondata a La Laguna, come l'Università letteraria di San Fernando. Un ruolo importante per la sua creazione lo svolse Cristóbal Bencomo y Rodríguez, confessore del re Ferdinando VII e Arcivescovo titolare di Eraclea.

### Patrono
Il patrono dell'università è San Ferdinando, dal momento che questa istituzione è stata fondata con il nome di Università letteraria di San Fernando. La festa di San Fernando e dell'Università di La Laguna è il 30 maggio, il giorno delle Isole Canarie. Oltre al patrocinio generale di San Ferdinando, le diverse facoltà sono votate a diversi santi patroni.

## Struttura
L'università è organizzata nelle seguenti facoltà:
- Belle arti
- Economia, affari e turismo
- Farmacia
- Giurisprudenza
- Lettere e filosofia
- Psicologia e logopedia
- Scienze
- Scienze della formazione
- Scienze della salute
- Scienze sociali e della comunicazione

A essi si affiancano tre scuole:
- Scuola di dottorato e studi post laurea
- Scuola politecnica superiore di ingegneria
- Scuola superiore di ingegneria e tecnologia

### Campus
Oltre al campus centrale de La Laguna, l'ateneo dispone di altri cinque campus: Adeje, Anchieta, Guajara, Ofra e Santa Cruz.